# Lasioglossum pavonotum
Lasioglossum pavonotum là một loài Hymenoptera trong họ Halictidae. Loài này được Cockerell mô tả khoa học năm 1925.

## Hình ảnh

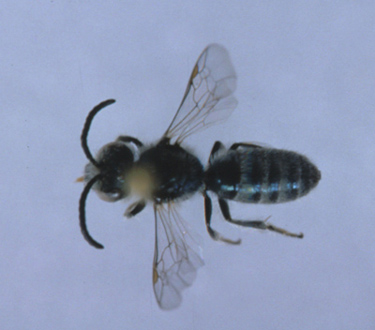
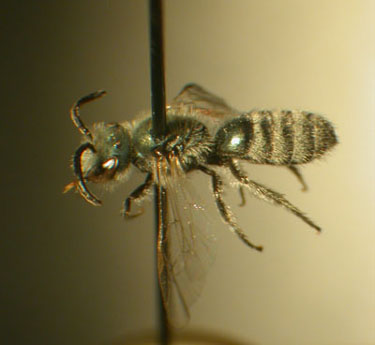